# Wanzl Model 1854–67
A Wänzl Model 1854–67 vagy Wänzl puska egy osztrák hátultöltős egylövetű puska, mely az elöltöltős Lorenz-puska átalakításával jött létre.

## Története
Az 1867-ben kiadott császári határozat szerint, le kellett cserélni a csappantyús elsütőszerkezetű hadifegyvereket hátultöltősekre. A megbízást a Wänzl bécsi fegyverművescsalád kapta meg. Miután teljesítették a megbízást, a svájci Amsler-Millbank cég fejlesztette tovább a fegyvert. A zártömb olyan felépítést kapott, hogy a fegyvert föl lehessen hajtani, a lőszer hátulról történő betöltéséhez szabaddá váljon a csőfar. A fegyvert csak átmenetileg használta a hadsereg, mivel 1869-ben átvette szerepét a Werndl-Holub puska.

## Külső hivatkozások
- militaryrifles.com (angolul)